# Хвороби похилого віку
Хворо́би похи́лого ві́ку — набір хвороб та медичних умов людини, характерних для похилого віку.

## Основні параметри
Частина з них може зустрічатися у будь-якому віці, їх частота лише збільшується із віком. Інші є типовими проявами процесу старіння, і, таким чином, не є хворобами з строгому розумінні цього слова. До найпоширеніших хвороб похилого віку відносять:
- Найпоширеніші
  - Хвороба Альцгеймера — типова для похилого віку умова зменшення розумових здібностей людини.
  - Серцево-судинні захворювання — найпоширеніша причина смерті у розвинених країнах.
  - Рак — друга за частотою причина смерті у розвинених країнах.
- Хвороби опорної системи
  - Остеопороз — зменшення мінерального вмісту кісток, зміна їх структури, та, в результаті, зменшення міцності.
  - Артрит (остеоартрит) — запалювання суглобів в результаті зношування.
- Хвороби органів відчуття.
  - Катаракта — зменшення прозорості кришталика ока.
- Інші
  - Хвороба Паркінсона — порушення центральної нервової системи, в результаті відбувається порушення мови та руху.
  - Діабет — порушення вуглеводного метаболізму.
  - Інсульт — раптове пошкодження мозку в результаті припинення постачання крові.

Крім того, для похилого віку характерні і менш значні медичні обставини, такі як нетримання сечі, безсоння, депресія, ослаблення м'язів, зменшення ефективності імунної системи.